# SMART-S
SMART-Sは、オランダのシグナール社（現在のタレス・ネーデルラント社）が開発した3次元レーダー。開発当初は単にSMART（英語: Signaal Multibeam Acquisition Radar for Targetting）と称されていた。なお、Cバンドを使用する小型化版としてMW-08、Lバンドを使用する長距離捜索版としてSMART-Lが派生している。
その名のとおり、使用する周波数はSバンドであり、この周波数選択もあいまって、MW-08よりも遠距離での対空捜索に重点を置いたレーダーとなっている。レーダー送信機としては進行波管（TWT）が採用された。アンテナは、16列のストリップラインを積み上げたプレーナアレイ・アンテナを採用しており、同時に12本のビームを形成して、半球空間を走査できる。
また、2003年には、改良型のSMART-S Mk 2が発表された。タレス・ネーデルランド社の主張によると、これは、これまで同社が提供してきた長距離捜索用のDA-08（2次元式）と目標捕捉用のMW-08（3次元式）という組み合わせをまとめて代替できる。またこれと同時に、SMART-S Mk 2は、SEAPAR多機能レーダーを補完して、ESSMをミサイルとする個艦防空システムを構成することもできる。SEAPARはAPARの小型・簡易化版であり、SEAPARとSMART-S Mk 2は、APARとSMART-Lと同様の補完関係となる。

## 運用国と搭載艦艇
オマーン海軍
- ハリーフ級コルベット（英語版）

 オランダ海軍
- カレル・ドールマン級フリゲート
- ヤコブ・ファン・ヘームスケルク級フリゲート（近代化改修により後日装備）

 カナダ海軍
- ハリファックス級フリゲート（HCM/FELEX改修により後日装備）

 大韓民国海軍
- 仁川級フリゲート

 コロンビア海軍
- アルミランテ・パディーヤ級フリゲート（近代化改修により後日装備）

 チリ海軍
- ヤコブ・ファン・ヘームスケルク級フリゲート
- カレル・ドールマン級フリゲート

 デンマーク海軍
- アブサロン級多目的支援艦

 ドイツ海軍
- ブランデンブルク級フリゲート

 トルコ海軍
- アダ級コルベット
- G級フリゲート（近代化改修により後日装備）

 フランス海軍
- ゴーウィンド型コルベット
- カサール級駆逐艦（2番艦のみ、近代化改修により後日装備）

 ベルギー海軍
- カレル・ドールマン級フリゲート

 ポルトガル海軍
- カレル・ドールマン級フリゲート

 モロッコ海軍
- シグマ型コルベット